# Vir philippinensis
Vir philippinensis är en kräftdjursart som beskrevs av Bruce och Pravdomil Svoboda 1984. Vir philippinensis ingår i släktet Vir och familjen Palaemonidae. Inga underarter finns listade i Catalogue of Life.

## Bildgalleri

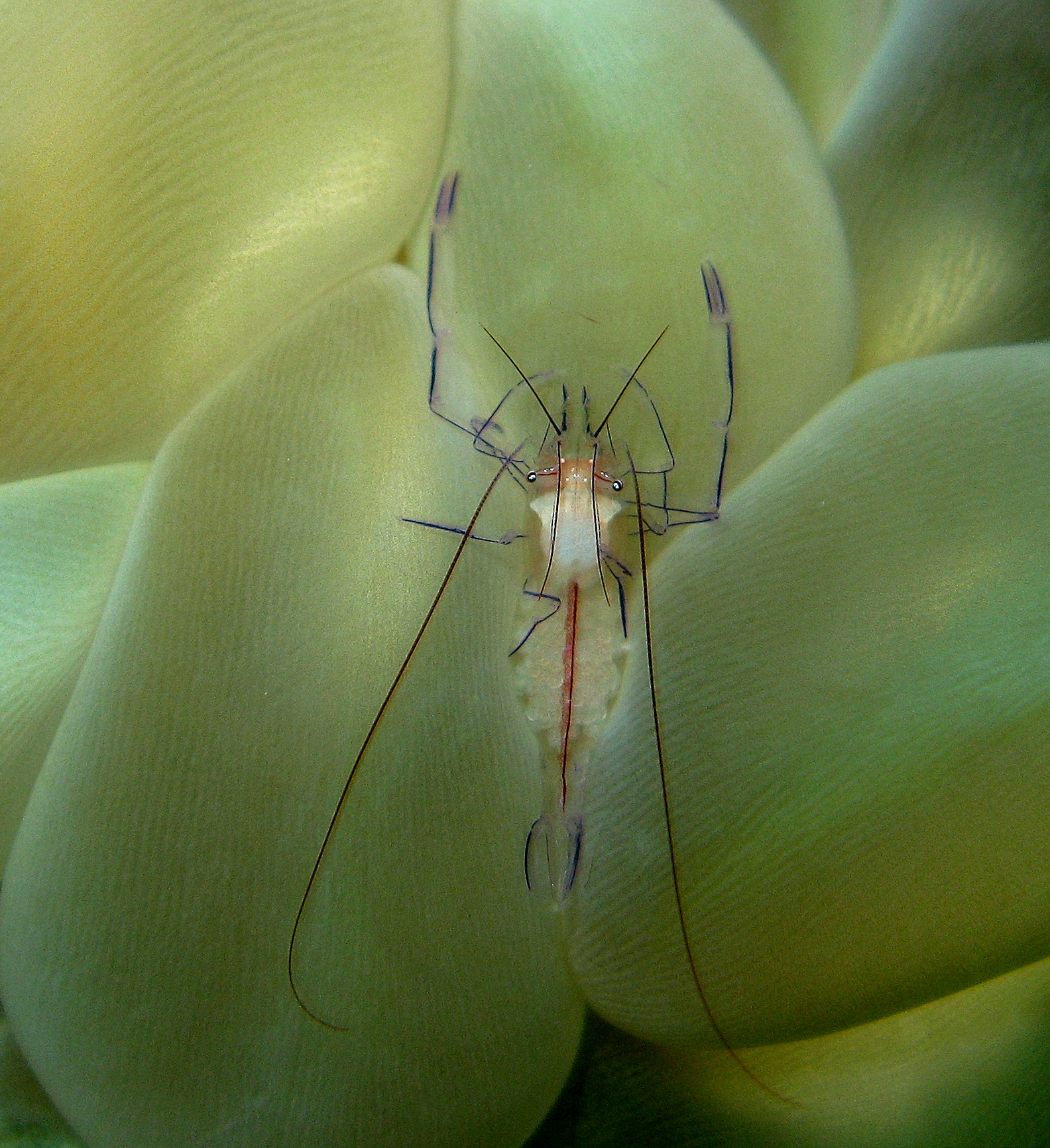
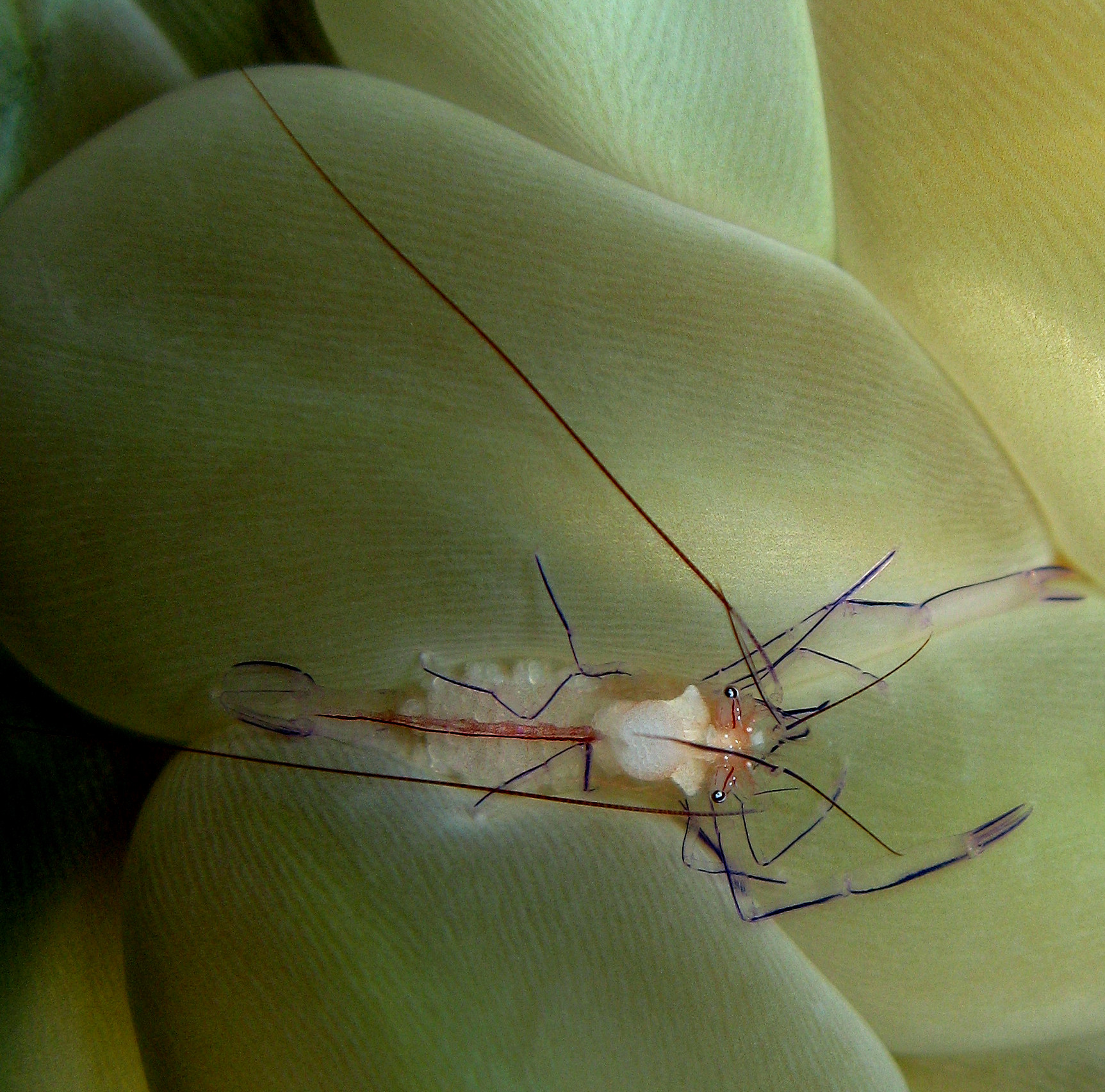